# Симфонія № 1 (Шнітке)
Перша симфонія Альфреда Шнітке, написана в 1969–1974 роках.
Симфонія має чотири частини:
1. Senza Tempo. Moderato
2. Allegretto
3. Lento
4. Lento. Allegro

Створена для великого симфонічного оркестру, симфонія є одним з головних досягнень Шнітке в алеаториці: багато фрагментів партитури являють собою лише загальну канву, у рамках якої музиканти можуть імпровізувати. Друга частина симфонії містить велику джазову імпровізацію. Шнитке використовує і традиції інструментального театру: на початку твору музиканти вбігають на сцену, у фіналі — поступово йдуть зі сцени під звуки фіналу «Прощальної симфонії» Йозефа Гайдна (так само, як це задумано й у самій симфонії Гайдна), а потім швидко повертаються під дзенькіт дзвонів. Симфонія містить партії інструментів, що грають за сценою (прийом, характерний симфоніям Густава Малера). Також значний вплив на концепцію симфонії Шнітке — симфонії Чарльз Айвза і Лучано Беріо.
Симфонія містить багато музичних цитат. Окрім згаданої вже «Прощальної симфонії», це — «П'ята симфонія» Людвіга ван Бетховена, «Перший концерт» Петра Ілліча Чайковського, «На прекрасному блакитному Дунаї» Йоганна Штрауса, Жалобний марш із Другої сонати Фридерика Шопена, «Смерть Озе» з «Перла Гюнта» Едварда Гріга.
Дозвіл на виконання симфонії підписав Родіон Щедрін. Симфонія була вперше виконана 9 лютого 1974 року в Горькому; горьковским філармонічним оркестром під орудою Геннадія Рождественського. Друге виконання відбулося в Таллінні наприкінці 1975 року під керуванням Класа Ері (партію солюючої скрипки виконував Гідон Кремер).
Симфонія була записана під керуванням Геннадія Рождественського та Лейфа Сегерстама.
Музика Шнітке була використана Джоном Ноймайєром для балету «Трамвай „Бажання“» (1983).